# Бенкс-Спрінгс (Луїзіана)
Бенкс-Спрінгс (англ. Banks Springs) — переписна місцевість (CDP) в США, в окрузі Колдвелл штату Луїзіана. Населення — 1136 осіб (2020).

## Географія
Бенкс-Спрінгс розташований за координатами 32°4′35″ пн. ш. 92°5′6″ зх. д. / 32.07639° пн. ш. 92.08500° зх. д. (32.076423, -92.085063).  За даними Бюро перепису населення США в 2010 році переписна місцевість мала площу 8,12 км², уся площа — суходіл.

## Демографія
Згідно з переписом 2010 року, у переписній місцевості мешкали 1192 особи в 483 домогосподарствах у складі 303 родин. Густота населення становила 147 осіб/км².  Було 567 помешкань (70/км²).
Расовий склад населення:
| - 52,9 % — чорних або афроамериканців - 44,0 % — білих - 0,8 % — азіатів - 0,1 % — корінних американців |

До двох чи більше рас належало 2,0 %. Частка іспаномовних становила 1,8 % від усіх жителів.
За віковим діапазоном населення розподілялося таким чином: 28,7 % — особи молодші 18 років, 51,3 % — особи у віці 18—64 років, 20,0 % — особи у віці 65 років та старші. Медіана віку мешканця становила 37,1 року. На 100 осіб жіночої статі у переписній місцевості припадало 71,3 чоловіків;  на 100 жінок у віці від 18 років та старших — 65,4 чоловіків також старших 18 років.
За межею бідності перебувало 34,3 % осіб, у тому числі 42,7 % дітей у віці до 18 років та 12,2 % осіб у віці 65 років та старших.
Цивільне працевлаштоване населення становило 545 осіб. Основні галузі зайнятості: освіта, охорона здоров'я та соціальна допомога — 31,9 %, мистецтво, розваги та відпочинок — 27,5 %, транспорт — 7,2 %, роздрібна торгівля — 6,8 %.